# لینا لوندکوویست
لینا لوندکوویست (انگلیسی: Lina Lundqvist؛ زادهٔ ۸ ژانویهٔ ۱۹۹۳) بازیکن فوتبال اهل سوئد است.